# Armin Grau
Armin Jürgen Grau (* 18. März 1959 in Stuttgart) ist ein deutscher Politiker (Bündnis 90/Die Grünen) und seit 2021 Mitglied des Deutschen Bundestages.

## Leben und Beruf
Nach seinem Abitur am Wagenburg-Gymnasium Stuttgart 1977 studierte Armin Grau von 1978 bis 1983 Politik, Germanistik und Geschichte (Magister artium). 1981 entschied er sich für ein Medizinstudium der Humanmedizin. Nach dem Staatsexamen 1987 war er bis 2003 an der Neurologischen Universitätsklinik in Heidelberg tätig, unterbrochen von einem Auslandsaufenthalt in Kalifornien und einem Psychiatrie-Jahr. Während dieser Zeit beschäftigte er sich wissenschaftlich schwerpunktmäßig mit „neuen“ Risikofaktoren für den Schlaganfall, vor allem mit sozialen Faktoren sowie Entzündungen und akuten und chronischen Infektionen wie der Parodontitis oder der schützenden Wirkung der Grippeschutzimpfung. Seit 1997 ist er für das Fach Neurologie habilitiert. 2003 übernahm er die Leitung der Neurologischen Klinik am Klinikum Ludwigshafen. Von 2010 bis 2014 war er Ärztlicher Direktor des Klinikums.

## Politische Tätigkeiten

### Lokalpolitik
Anfangs war Grau in München, Tübingen und Berlin in Juso-Hochschulgruppen aktiv. 1984 trat er den GRÜNEN (damals „Alternative Liste“) bei, nachdem er bereits ab 1983 in Berlin dort aktiv war. 2008 war er an der Gründung eines Ortsverbandes in Altrip beteiligt und bis 2020 dessen Sprecher. Von 2009 bis 2019 war er Mitglied im Ortsgemeinderat Altrip und dort 2018/19 Fraktionsvorsitzender. Von 2013 bis 2018 war er Delegierter bei der Bundesarbeitsgemeinschaft Arbeit, Soziales und Gesundheit. Seit Anfang 2015 ist er Sprecher des Kreisverbands Rhein-Pfalz-Kreis. Seit Herbst 2018 ist er Sprecher der BAG Arbeit, Soziales und Gesundheit und Mitglied des Erweiterten Landesvorstands in Rheinland-Pfalz. Außerdem ist er in der Landesarbeitsgemeinschaft Soziales und Gesundheit in Rheinland-Pfalz aktiv. Seit 2019 ist er Fraktionsvorsitzender im Verbandsgemeinderat Rheinauen.

### Bundespolitik
Bei der Bundestagswahl 2021 erreichte Grau im Bundestagswahlkreis Ludwigshafen/Frankenthal mit 11,2 % der Erststimmen den vierten Platz und verpasste damit das Direktmandat. Er zog jedoch über Platz 4 der Landesliste von Bündnis 90/Die Grünen Rheinland-Pfalz in den 20. Deutschen Bundestag ein. Hier war er Mitglied im Ausschuss für Umwelt, Klimaschutz, Naturschutz und nukleare Sicherheit und im Ausschuss für Gesundheit sowie stellvertretendes Mitglied im Ausschuss für Arbeit und Soziales und im Unterausschuss Globale Gesundheit.
Mit 7,7 % der Erststimmen im Wahlkreis Ludwigshafen/Frankenthal erreichte Grau bei der Bundestagswahl 2025 den vierten Platz. Über den Platz 2 der Landesliste von Bündnis 90/Die Grünen Rheinland-Pfalz zog er trotzdem in den 21. Deutschen Bundestag ein. Hier tauschte er seine Mitgliedschaften und ist jetzt ordentliches Mitglied im Ausschuss für Arbeit und Soziales  sowie stellvertretendes Mitglied im Ausschuss für Gesundheit und im Ausschuss für Umwelt, Klimaschutz, Naturschutz und nukleare Sicherheit.

## Politische Positionen
Ein politischer Schwerpunkt von Grau liegt aufgrund seiner Tätigkeit als Arzt in der Gesundheits-, Pflege- und Sozialpolitik. In der Kommunalpolitik sind für ihn wichtige Themen die Altschuldenentlastung der rheinland-pfälzischen Städte wie Ludwigshafen, die Verkehrspolitik mit einem Ausbau von Radverkehr und ÖPNV und der Hochwasser- und Gewässerschutz am Rhein. 
Im 21. Deutscher Bundestag gilt er als Rentenexperte seiner Fraktion.

## Mitgliedschaften
Von 2016 bis 2021 war Grau Mitglied im Vorstand der Deutschen Schlaganfall Gesellschaft und von 2018 bis 2019 ihr Erster Vorsitzender.

## Privates
Seit Ende 2003 lebt Grau zusammen mit seiner Familie in Altrip. Er ist verheiratet und Vater von fünf Kindern.